# مگیون
شهر مگیون (به روسی: Мегион) در کشور روسیه و در اوکروگ خانتی-مانسی اوتونوموس واقع شده‌است. امروزه این شهر مرکزی برای صنایع نفت و گاز طبیعی است.